# Atanasi d'Èmesa
|  | No s'ha de confondre amb Atanasi Escolàstic. |

Atanasi (en grec antic: Ἀθανάσιος, llatí: Athanasius Escholasticus), anomenat Atanasi Escolàstic o Atanasi d'Èmesa, va ser un jurista grecoromà del segle vi que exercí com a advocat a Èmesa. Era contemporani de Justinià I, a qui va sobreviure. Va publicar en grec un epítom de Justinià. Probablement també és el mateix Atanasi autor de l'obra de Criminibus, de la qual n'hi havia un manuscrit a la biblioteca d'Antoni Agustí.